# Båtsfjord Lufthavn
Batsfjord Lufthavn (IATA: BJF, ICAO: ENBS) er en regional lufthavn i Båtsfjord kommune i Finnmark fylke i Norge og ejes og drives af Avinor.
Widerøe betjener Båtsfjord Lufthavn med hovedsagelig to daglige afgange til Vadsø og Kirkenes og to daglige afgange til Hammerfest og Tromsø. Derudover er der én daglig afgang til Berlevåg, Mehamn og Honningsvåg. Fra Kirkenes og Tromsø er den tilsvarende forbindelse med SAS, herunder Oslo.
Båtsfjord Lufthavn er den nyeste lufthavn i Norge og blev færdiggjort i 1999 med terminal og en landingsbane på 1000 meter. Tidligere måtte  Båtsfjord nøjes med en lufthavn med en overflade af løst grus i Båtsfjord dalen. Twin Otter fly, der blev brugt her indtil den nye lufthavn blev åbnet, og Wideroe kunne begynde at operere Båtsfjord med Dash 8 fly.

## Destinationer
|       | Flyselskab | Destinationer                                                 |
| ----- | ---------- | ------------------------------------------------------------- |
| Norge | Widerøe    | Tromsø, Kirkenes, Hammerfest, Vadsø, Mehamn, Berlevåg, Vardø. |

70°36′03″N 29°41′40″Ø / 70.60086°N 29.69457°Ø